# Pepsine B
La pepsine B est une protéase aspartique qui catalyse l'hydrolyse des liaisons peptidiques de différents peptides.  Cette enzyme dégrade la gélatine mais est peu active sur l'hémoglobine.  Elle présente une spécificité plus étroite que la pepsine A sur la chaîne B de l'insuline, où elle n'hydrolyse pas les liaisons Phe1–Val, Gln4–His et Gly23–Phe.